# Persone uccise negli anni di piombo (1975)
Di seguito viene riportata una sintetica cronologia delle vittime provocate in Italia durante gli anni di piombo nel 1975.

## Vittime del 1975
| Data        | Nome comune                    | Località      | Responsabili | Vittime                                                             | Note |
| ----------- | ------------------------------ | ------------- | --- | ------------------------------------------------------------------- | --- |
| 24 gennaio  | Omicidio di Falco e Ceravolo   | Empoli        | Mario Tuti (Fronte Nazionale Rivoluzionario) | Giovanni Ceravolo e Leonardo Falco (agenti di polizia)              | Un terzo agente, Arturo Rocca, viene gravemente ferito. |
| 28 febbraio | Omicidio di Mikis Mantakas     | Roma          | Alvaro Lojacono e Fabrizio Panzieri (Potere Operaio)                                                                                               | Miki Mantakas (FUAN)                                                | Ucciso con un colpo di pistola vicino a una sezione del MSI. |
| 11 marzo    | Morte di Carlo Saronio         | Milano        | Carlo Fioroni (Autonomia Operaia) e Carlo Casirati (malavitoso)                                                                                    | Carlo Saronio                                                       | Saronio era stato rapito, con la sua stessa complicità, per ottenere dalla famiglia un forte riscatto: morì per una dose eccessiva di narcotico. |
| 16 aprile   | Omicidio di Claudio Varalli    | Milano        | Antonio Braggion (Avanguardia Nazionale) | Claudio Varalli (Movimento Studentesco)                             | Un gruppo di studenti di sinistra armati di chiave inglese assalì tre militanti di destra intenti a fare volantinaggio. Antonio Braggion, rifugiatosi nella propria auto in quanto claudicante impossibilitato alla fuga per una poliomielite, rispose sparando uccidendo Claudio Varalli. Braggion fu condannato a 10 anni (di cui 2 condonati) per eccesso di legittima difesa e porto abusivo d'arma, ridotti a 6 in appello. La Cassazione dichiarò prescritto il reato di eccesso colposo di legittima difesa. |
| 17 aprile   | Morte di Giannino Zibecchi     | Milano        | Forze dell'ordine | Giannino Zibecchi (Movimento Studentesco)                           | Travolto da un camion militare durante una manifestazione. Il carabiniere Sergio Chiarieri (che guidava la camionetta), il sottotenente Alberto Gambardella e il capitano Alberto Gonella (capitano dell'intera colonna) sono stati assolti con sentenza definitiva nel 1982. |
| 17 aprile   | Omicidio di Tonino Miccichè    | Torino        | Paolo Fiocco (guardia giurata) | Tonino Miccichè (Lotta Continua)                                    | Nel 1979 fu condannato dalla Corte d'appello di Torino a 13 anni di carcere. |
| 17 aprile   | Morte di Rodolfo Boschi        | Firenze       | Orazio Basile (poliziotto) | Rodolfo Boschi (PCI)                                                | Ucciso da un proiettile rimbalzato sul selciato mentre l'agente Basile inseguiva Francesco Panichi, militante di estrema sinistra. |
| 29 aprile   | Omicidio di Sergio Ramelli     | Milano        | Franco Castelli, Brunella Colombelli, Claudio Colosio, Marco Costa, Giuseppe Ferrari Bravo, Luigi Montinari e Claudio Scazza (Avanguardia operaia) | Sergio Ramelli (FdG)                                                | Aggredito sotto casa il 13 marzo da un commando di Avanguardia operaia a colpi di chiave inglese. Marco Costa e Giuseppe Ferrari Bravo sono riconosciuti gli esecutori materiali del delitto. |
| 17 maggio   | Morte di Gennaro Costantino    | Napoli        | Forze dell'ordine | Gennaro Costantino (PCI)                                            | Ucciso da una jeep della polizia che la versione ufficiale indica priva di conducente. |
| 25 maggio   | Omicidio di Alberto Brasili    | Milano        | Antonio Bega, Enrico Caruso, Pietro Croce, Giorgio Nicolosi e Giovanni Sciabicco (militanti di estrema destra)                                     | Alberto Brasili (civile)                                            | Brasili, attivista di estrema sinistra, fu circondato da un gruppo di estremisti di destra. Uno di loro lo uccise con una coltellata. |
| 5 giugno    | Sequestro Gancia               | Melazzo       | Brigate Rosse (scontro a fuoco tra brigatisti e carabinieri)                                                                                       | Margherita Cagol (Brigate Rosse) e Giovanni D'Alfonso (carabiniere) | Il 4 giugno le BR rapirono l'industriale Vallarino Gancia, portandolo alla cascina Spiotta d'Arzello. Una recluta brigatista, Massimo Maraschi, si dichiarò prigioniero politico dopo uno scontro d'auto e una breve fuga. Il giorno dopo i carabinieri raggiunsero il covo brigatista, e dopo uno scontro a fuoco morirono il carabiniere Giovanni D'Alfonso e la brigatista Margherita Cagol. Subito dopo l'ostaggio fu liberato.                                                                                 |
| 12 giugno   | Omicidio di Alceste Campanile  | Reggio Emilia | Paolo Bellini (Avanguardia Nazionale) | Alceste Campanile (Lotta Continua)                                  | Bellini confessò l'omicidio nel 1999. |
| 21 giugno   | Omicidio di Jolanda Palladino  | Napoli Roma   | Umberto Fiore, Bruno Torsi e Giuseppe Torsi (MSI)                                                                                                  | Jolanda Palladino (civile)                                          | Aggredita e colpita con una «Molotov» il 16 giugno a Napoli, è morta cinque giorni dopo all'ospedale Sant'Eugenio di Roma. Nel 1977 il missino Umberto Fiore (reo confesso) è stato ritenuto l'esecutore materiale dell'omicidio e condannato a 6 anni e 8 mesi, mentre i fratelli Bruno e Giuseppe Torsi sono stati condannati per concorso morale in omicidio. La vittima non si occupava di politica. |
| 8 luglio    | Uccisione di Annamaria Mantini | Roma          | Antonio Tuzzolillo (poliziotto) | Annamaria Mantini (NAP)                                             | Annamaria Mantini, sorella di Luca Mantini, morì mentre fuggiva da un covo nappista. |
| 4 settembre | Omicidio di Antonio Niedda     | Padova        | Carlo Picchiura (Brigate Rosse) | Antonio Niedda (poliziotto)                                         | Nel 1978 la Corte d'appello di Venezia condannò Carlo Picchiura a 24 anni di carcere. |
| 22 ottobre  | Strage di Querceta             | Querceta      | Massimo Battini e Giuseppe Federigi (Lotta Armata per il Comunismo)                                                                                | Armando Femiano, Giuseppe Lombardi e Gianni Mussi (poliziotti)      | Uccisi in un conflitto a fuoco. |
| 29 ottobre  | Omicidio di Mario Zicchieri    | Roma          | Ignoti membri delle Brigate Rosse | Mario Zicchieri (MSI)                                               | Ucciso nel quartiere Prenestino, di fronte alla sezione del MSI di cui era militante. Un altro attivista, Marco Lucchetti, rimase ferito da colpi di arma da fuoco. |
| 30 ottobre  | Omicidio di Antonio Corrado    | Roma          | Militanti di estrema destra | Antonio Corrado (civile)                                            | Ucciso perché scambiato per Emilio Petruccelli, militante di Lotta Continua. |
| 2 novembre  | Morte di Pasolini              | Roma          | Giuseppe Pelosi | Pier Paolo Pasolini                                                 | Pelosi, reo confesso, è stato condannato a 9 anni e 1 mese. Una seconda indagine, aperta nel 2010, è stata archiviata nel 2015. |
| 22 novembre | Uccisione di Pietro Bruno      | Roma          | Pietro Colantuono (carabiniere) | Pietro Bruno (Lotta Continua)                                       | Il carabiniere che sparò il colpo mortale fu assolto dall'accusa di omicidio per «difesa dei superiori interessi dello Stato, congiuntamente alla difesa personale». |